# Guillem de Cabestany

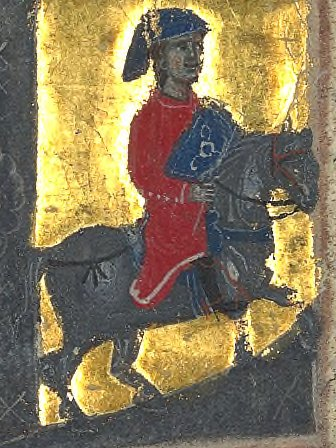
Cabestany no manuscrito 12473, fólio 89.

Guillem de Cabestany (também Cabestanh e Cabestaing em occitano provençal) foi um cavaleiro e trovador catalão, nativo de Cabestany no Condado de Rossilhão, que floresceu de 1175 a 1212, quando morreu na Batalha de Navas de Tolosa.
Poeta de prestígio entre seus pares, a repercussão de suas cansos e as lendas em torno de sua morte consagram-no como uma das figuras mais icônicas da literatura trovadoresca.

## Vida
O nome de Guilhem de Cabestanh aparece somente duas vezes em documentos do final do século XII. Um primeiro registro, datado de 1162, menciona um Guillelmus de Cabestan provençal, que certamente não se refere ao poeta devido à sua origem e contexto.
Já um documento de 1175, provavelmente vinculado ao trovador, corresponde ao testamento de Arnau de Cabestany, senhor do castelo homônimo, que nomeia Guillelmus como seu filho.

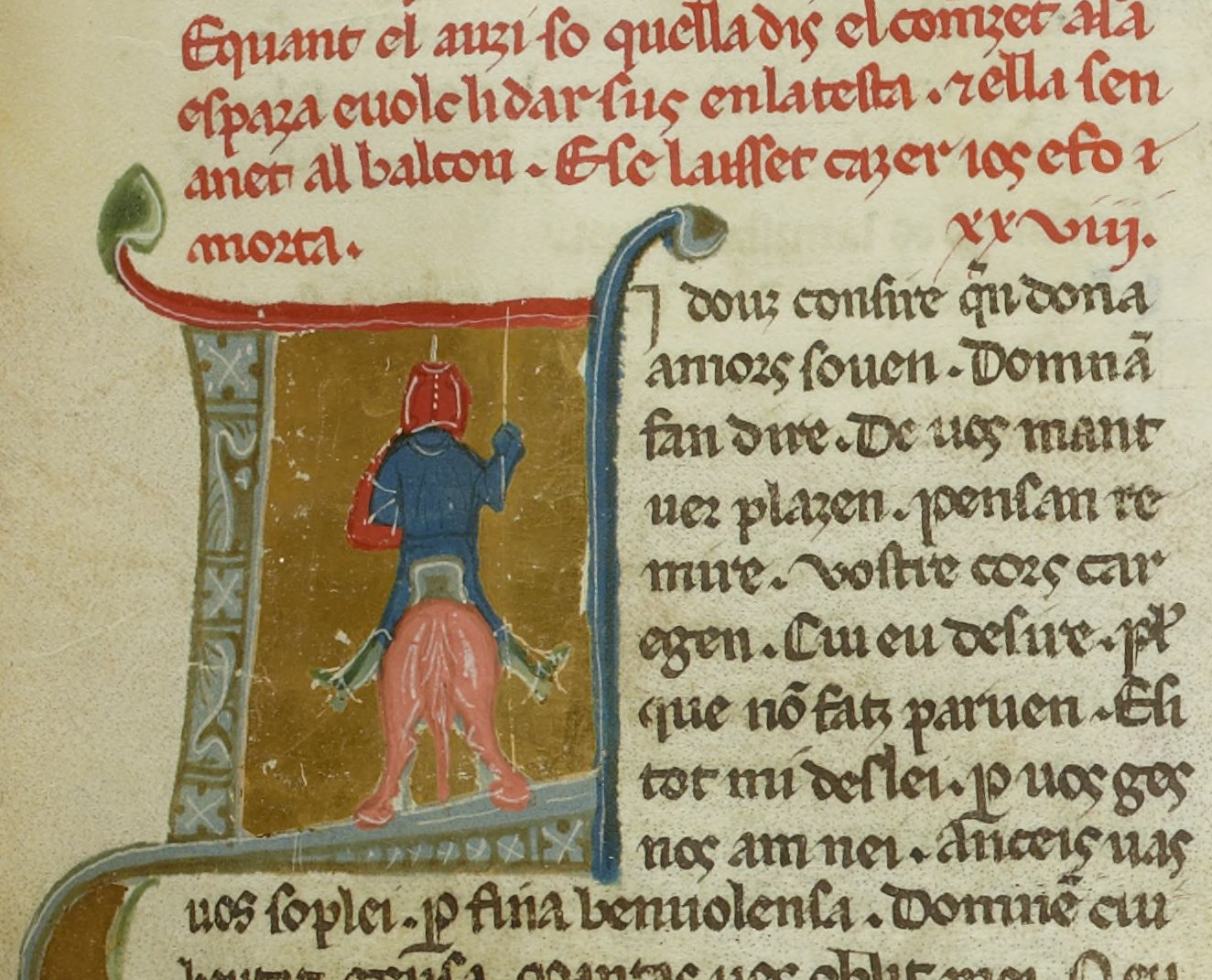
Guillem no manuscrito 854, fólio 105.

Segundo sua biografia provençal, ele serviu a Raimundo de Castell Rosselló, um senhor feudal da região de Rossilhão. Tornou-se poeta e supostamente se apaixonou pela esposa de seu mecenas, Saurimonda de Peralada.
O historiador Pero Anton Beuther, com base em outro documento perdido, lista Guillem de Cabestany entre os cavaleiros catalães da batalha das Navas de Tolosa.
Dos relatos franceses mais antigos sobre o poeta, o de Nostradamus é particularmente notável. Ele relata que Guillem era, na verdade, da casa nobre dos Servières, na Provença, e só tinha o sobrenome de Cabestanh porque, em sua juventude, havia servido na corte de um senhor com esse mesmo nome. O vidente, porém, nada descreve sobre a relação servil do poeta com seu patrono Raimundo.

## Lenda
Em razão de sua vida fictícia, o nome de Guillem de Cabestany é ligado à lenda do coração devorado. Segundo a história lendária, o trovador teve seu poema Ar vey qu'em venguts (ou Lo dous cossire) interceptado por seu patrono Raimundo, e este supôs que a dama do poema se tratava de sua esposa, Saurimonda (ou Margarida, em outras versões), o que, segundo a vida, provocou os ciúmes do senhor feudal:
[...] Raimons de Castel Rossillon trobet passan Guillem de Cabestaing ses gran compaignia et aucis lo; e fetz li traire lo cor del cors e fetz li taillar la testa; ell cor fetz portar a son alberc e la testa atressi; e fetz lo cor raustir e far a pebrada, e fetz lo dar a manjar a la moiller. E qan la dompna l'ac manjat, Raimons de Castel Rossillon li dis: «Sabetz vos so que vos avetz manjat?» Et ella dis: «Non, si non que mout es estada bona vianda e saborida.» Et el li dis q'el era lo cors d'En Guillem de Cabestaing so que ella avia manjat [...]
"Raimundo de Castell Rosselló encontrou Guillem de Cabestany caminhando sozinho e o matou; mandou remover o coração do corpo e cortar a cabeça; e mandou trazer o coração para casa, e também a cabeça; e mandou assar o coração e temperá-lo com pimenta, e deu-o para sua esposa comer. E quando a senhora o comeu, Raimundo de Castell Rosselló disse a ela: "Sabeis o que é isso que comestes?" E ela respondeu: "Não, mas era uma comida muito boa e saborosa." E ele lhe disse que era o coração de Guillem de Cabestany que ela havia comido [...]
A esposa, expressando surpresa pela morte do amado, foi perseguida e atacada à espada pelo senhor Raimundo; e ela correu até cometer suicídio, pulando da varanda do castelo.

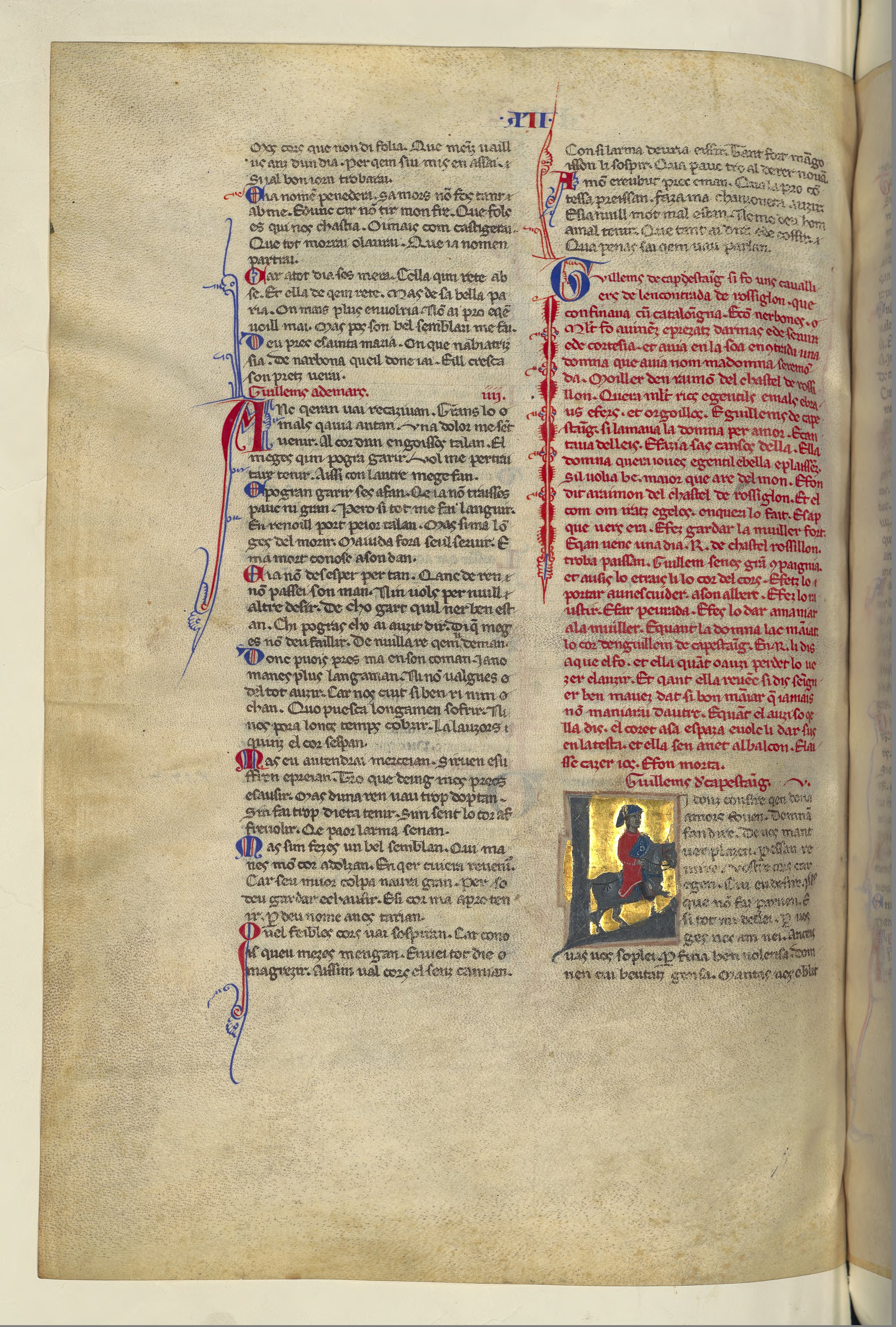
Fólio completo mostrando a vida completa (em texto vermelho) do poeta. Manuscrito 12473.

A notícia do falecimento dos dois, diz a vida, entristeceu a região. As queixas contra Raimundo de Castell chegaram até o rei Afonso II de Aragão, que prendeu e extirpou os títulos do assassino. A biografia termina com o rei patrocinando um desenho, na porta de uma Igreja, em homenagem aos dois.
A história narrada pela vida provençal não pode ser verídica em razão das imprecisões históricas e cronológicas dos fatos. A lenda do coração comido era igualmente difundida no norte e no sul da França naquela época, tendo sido transmitida a poetas populares por ambas as nações, visto que tais transferências de características míticas para figuras históricas podem ser suficientemente demonstradas por analogias da história lendária de todos os povos.
Um trovador chamado Chastelain de Couci, por exemplo, tem a mesma lenda atribuída ao seu nome.
Os poemas de Guillem são dedicados a um personagem chamado Raimon, e este Raimon pode muito bem ser o Raimundo mencionado pelo autor da vida; mas não existe nenhum testemunho contemporâneo do drama que teria levado à morte de Raimundo, sua esposa e seu amigo.

## Poesias
Nove de seus poemas sobreviveram, sete são certamente de sua autoria. Ele é descrito por Vilanova como "um bom trovador, poeta apaixonado, um pouco sensual, mas sentimental, delicado e exótico."
Sua canso "Lo dous cossire" foi assiduamente copiada nos cancioneiros e imitada por outros trovadores. Suas reflexões sobre o Amor são bem argumentadas, e dentro do mais estrito estilo cortês. Seus versos são isentos de metáforas, comparações, e referências a feitos concretos. Sua versificação exótica é comparável à arte de Arnaut Daniel. Além disso, mostrava gosto por palavras e rimas complexas.
Segue sua lista de composições ordenadas por Långfors:
- Aissi cum selh que baissa'l fuelh;
- Anc mais no'm fo semblan;
- Ar vey qu'em vengut als jorns loncs;
- En pessamen me fai estar Amors;
- Lo dous cossire;
- Lo jorn qu'ieu-us vi, dompna, primeiramen;
- Mout m'alegra douza vos per boscaje;
- Ogan res qu'ieu vis (atribuição duvidosa);
- Al plus leu qu'ieu sai far chansos (atribuição duvidosa).